# Elsbeth Stockmayer
Elsbeth Stockmayer, auch Else oder Elisabeth Stockmayer (* 2. April 1885 in Obertürkheim; † 30. Mai 1975 in Stuttgart), war eine deutsche Malerin, Schriftstellerin und Verlegerin.

## Leben

### Familie
Elsbeth Stockmayer wurde als jüngstes der vier Kinder des Juristen Eugen Stockmayer (1850–1908) und seiner Ehefrau Alwine Luise Hartmann (1855–1919) in der damals noch selbstständigen, östlich von Stuttgart gelegenen Gemeinde Obertürkheim geboren. Ihr Vater unterstützte als Stuttgarter Gemeinderat den Ausbau der Gymnasialbildung für Mädchen; später war er als erster besoldeter Bürgermeister Stuttgarts unter anderem für Schulen und Soziales zuständig. Er förderte die akademische Ausbildung seiner Kinder: Elsbeths fünf Jahre ältere Schwester, die Historikerin und Frauenrechtlerin Gertrud Stockmayer (1880–1963), zählte zu den ersten Studentinnen an der Universität Tübingen; Elsbeths Bruder Wolfgang (1881–1933) war ein Schüler von C. G. Jung und Deutschlands erster Jungscher Psychotherapeut, und Elsbeths Bruder Erich Stockmayer (1883–1965) war als Jurist und Komponist tätig. Ihr Großvater väterlicherseits war der Arzt Hermann Stockmayer, und ihre Urgroßväter mütterlicherseits waren der Industriepionier Ludwig von Hartmann und der Theologe Karl Wilhelm Gottlieb von Köstlin.

### Ausbildung
Elsbeth Stockmayer absolvierte von 1902 bis 1904 eine Ausbildung als Malerin an der Kunstgewerbeschule Stuttgart. Dort zählte auch Magdalene Schweizer zu ihren Lehrerinnen. Anschließend besuchte sie die Damenakademie des Künstlerinnenvereins in München und war um 1910 Schülerin von Lovis Corinth in Berlin. In den Jahren 1911 und 1912 war sie Hospitantin an der Königlichen Akademie der Bildenden Künste in Stuttgart bei Adolf Hölzel.

### Tätigkeit in Stuttgart
Nach der Rückkehr aus München wohnte Elsbeth Stockmayer gemeinsam mit ihrer verwitweten Mutter in Stuttgart, und zwar spätestens seit 1914 in der Hasenbergsteige 100. Im Stuttgarter Adressbuch wird sie bis 1920 als Kunstmalerin aufgeführt. Sie schuf in dieser Zeit zahlreiche Ansichten – Ölgemälde und Zeichnungen – von Stuttgart und Tübingen. Ihre Federzeichnungen erschienen teilweise als Postkarten im Tübinger Verlag Fritz Schimpf, so beispielsweise eine Zeichnung des Schlosses Bebenhausen oder verschiedene Neckarpartien in Tübingen.

### Tätigkeit in Ludwigsburg
Nach dem Tod der Mutter im Jahr 1919 verlegte Stockmayer 1920 ihren Wohnsitz nach Ludwigsburg, wo ihr Bruder Erich in der Meiereistraße 9 wohnte. Unter dieser Adresse betrieb Elsbeth Stockmayer etwa ab Mitte der 1930er Jahre einen kleinen Buchverlag, den Verlag Elsbeth Stockmayer. Neben mehreren Werken mit eigenen Texten und Illustrationen, darunter die kleine Reihe Liebe zum Tier, publizierte sie auch Texte zeitgenössischer Autorinnen wie Emma Aberle, Therese Köstlin und Hermine Maier-Heuser. Im Jahr 1974 gab sie ihre Erinnerungen in drei Bänden heraus.
Elsbeth Stockmayer im Alter von 90 Jahren. Teile ihrer Korrespondenz befinden sich im Nachlass der Familie Köstlin im Bestand der Württembergischen Landesbibliothek.

## Mitgliedschaften
Stockmayer war von 1909 bis 1916 Mitglied im Künstlerinnen-Verein München (KVM). Von 1936 an bis zu ihrem Tod war sie Mitglied im Württembergischen Malerinnenverein (WMV) bzw. seiner Nachfolgeorganisation Bund Bildender Künstlerinnen Württembergs (BBKW), außerdem gehörte sie dem Verband bildender Künstler Württemberg (VBKW) und der GEDOK Stuttgart an.

## Gemälde und Zeichnungen (Auswahl)
- Ansichten von Stuttgart gegen den Fernsehturm, Öl auf Hartfaserplatte, 1958
- Neckarpartie mit Hölderlinturm, Tübingen, Federzeichnung, o. J.
- Neckarpartie mit Stiftskirche, Tübingen, Federzeichnung, o. J.
- Schloß Bebenhausen, Bebenhausen, Federzeichnung, o. J.

## Publikationen (Auswahl)
eigene Werke (Text und Illustration)
- Requiem. E. Stockmayer, 1937.
- Kunst und moderne Kunst. Stockmayer, Ludwigsburg 1950[8]
- Leseproben aus dem Buche Liebe zum Tier. Stockmayer, Ludwigsburg 1950
- Die Hennenfarm. Stockmayer, Ludwigsburg 1955.
- Liebe zum Tier. Bd. 3, Stockmayer, Ludwigsburg 1955.
- Zur Erinnerung an meinen Bruder [gest.] 1965. Stockmayer, Ludwigsburg 1967.
- Mein Falk. Pferde. Stockmayer, Ludwigsburg 1967.
- Erinnerungen: 1885–1900. Band 1, Stockmayer, Ludwigsburg 1974.
- Erinnerungen: 1900–1914. Band 2, Stockmayer, Ludwigsburg 1974.
- Erinnerungen: Beobachtungen und Gedanken aus meinem Leben mit Tieren. Band 3, Stockmayer, Ludwigsburg 1974.

als Herausgeberin
- Mathilde Planck: Erinnerung und Auszüge aus ihren Werken. Stockmayer, Ludwigsburg 1959.

als Verlegerin
- Therese Köstlin: Gedichte (Auswahl aus: "Abglanz", "Traum und Tag", "Unter dem himmlischen Tage"). Stockmayer, Ludwigsburg 1951.
- Hermine Maierheuser: Über dem See: Novelle um Annette von Droste und die Malerin Maria Ellenrieder. Stockmayer, Ludwigsburg 1959.
- Emma Aberle: Tiergeschichten und Märchen. Stockmayer, Ludwigsburg, o. J.